# Xã Mount Ayr, Quận Osborne, Kansas
Xã Mount Ayr (tiếng Anh: Mount Ayr Township) là một xã thuộc quận Osborne, tiểu bang Kansas, Hoa Kỳ. Năm 2010, dân số của xã này là 37 người.